# Koeckert-Quartett
Das Koeckert-Quartett war ein bekanntes deutsches Streichquartett.

## Entstehung und Wirken
Es wurde 1939 zunächst unter dem Namen Sudetendeutsches Quartett gegründet, später in Prager Streichquartett umbenannt. Es bestand aus Mitgliedern der Deutschen Philharmonie in Prag (1939–1945), die auf Befehl von Joseph Goebbels gegründet worden war. 1947 nahm es den Namen Koeckert-Quartett an, nach seinem 1. Violinisten Rudolf Koeckert (1913–2005). Seit 1949 residierte das Quartett in München, und die Mitglieder waren Solisten des Symphonieorchesters des Bayerischen Rundfunks. Es prägte in den 1950er und 1960er Jahren neben anderen Ensembles das Musikleben der Stadt München, von wo aus es Konzertreisen nach Nordamerika, Südafrika und alle wichtigen europäischen Städte unternahm. Es war damit eines der führenden deutschen Streichquartette von internationalem Rang. Das Quartett bestand unter dem Namen Koeckert-Quartett bis 1982. Nachfolger wurde das Joachim-Koeckert-Quartett; dessen Primarius, Rudolf-Joachim Koeckert, ist der Sohn von Rudolf Koeckert; die Stelle der 2. Violine wurde von Antonio Spiller eingenommen. Seit 1982 brachte dieses Ensemble die meisten wichtigen Kammermusikwerke von Karl Höller zur Uraufführung, außerdem Werke von Günter Bialas, Alberto Ginastera, Paul Hindemith, Ernst Křenek und Winfried Zillig. Das Joachim-Koeckert-Quartett bestand bis 1992.

## Besetzung
- Rudolf Koeckert (1. Violine) (bis 1982)
- Willi Buchner (* 14. Oktober 1910 Schwarzau / Niederösterreich) (bis 1965), Rudolf-Joachim Koeckert (* 10. April 1941 Prag; † 10. Januar 2022[4]) (2. Violine)
- Oskar Riedl (* 4. Juli 1912 Graslitz / Böhmen) (bis 1975), Franz Schessl (Bratsche)
- Josef Merz (* 20. August 1911 Gumplitz / Böhmen) (bis 1976), Helmar Stiehler (Cello)

## Diskographie (Auswahl, erschienen bei der Deutschen Grammophon GmbH)
- Anton Bruckner, Streichquintett F-Dur (mit Georg Schmid, Bratsche), mono (DGG 18.042)
- Robert Schumann, Streichquartett op. 41 Nr. 2 und Bedřich Smetana, Streichquartett Nr. 1 (1959)
- Felix Mendelssohn Bartholdy, Streichquartett op. 12 (1960)
- Franz Schubert, Forellenquintett D 667, mit Christoph Eschenbach, Klavier (1964)
- Joseph Haydn, Streichquartett Hob. III:72 (1969)
- Carl Orff, Catulli Carmina, mit Chor und Orchester der Deutschen Oper Berlin, Leitung: Eugen Jochum (1970)
- Robert Schumann, Streichquartette op. 41 Nr. 1 und 3 (1985)
- Edvard Grieg, Streichquartett (1990 und 1992)